# Rhacophorus prominanus
Rhacophorus prominanus, también conocida como rana voladora malaya es una especie de ranas que habita en Indonesia, Malasia y Tailandia.